# 앤턴 라베이
앤턴 샌더 라베이(Anton Szandor LaVey, 본명: 하워드 스탠턴 레비(Howard Stanton Levey), 1930년 4월 11일 ~ 1997년 10월 29일)는 사탄 교회(The Church of Satan)의 창설자이자 교주이다. 사자 조련사, 경찰 사진사, 범죄 심리학자, 화가, 임상 최면술사 등의 다채로운 경력을 가지고 있다. 악기를 연주하는 것을 좋아하고 신시사이저를 능숙하게 다룰 줄 안다. 오컬트 음악의 작곡과 편곡에 뛰어난 재능을 지니고 있다.

## 생애
다섯 살 때부터 바이올린, 드럼, 트롬본, 오보에, 피아노, 오르간 등을 배우기 시작, 16살 때부터는 샌프란시스코 발레 교향 악단에서 오보에를 연주했고, 얼마 후 시의 모든 행사에 참가하는 공식 오르가니스트가 되었다.
본래 독실한 루터교 신자였으나 청소년기에 수많은 축제에서 오르간 연주자로 일하면서 기독교도들의 위선에 환멸을 느끼고, 특히 사자 조련사와 범죄 현장을 찍는 사진사로 일하면서 인간의 사악한 면을 직접 접해 인간이 가장 악한 존재라고 깨닫게 된다.
1966년 4월 30일, 라베이는 사탄 교회의 창립을 선언한다. 그는 이 단체를 "교회"라 부르는 것이 다른 사회 조직들의 반감과 관심을 불러일으켜 오히려 성공의 기회가 될 수 있다고 생각했다. 그러나 이 단체의 주된 목적은 비슷한 생각을 지닌 사람들을 규합하여 소위 "사탄"이라 불리는, 이 자연계에 존재하는 어둠의 힘을 일으키자는 것이었다. 물론 라베이는 자신과 그 추종자들이 뿔과 꼬리가 달린 괴물이 아닌 평범한 인간들이라는 사실을 알림으로써 인간 그 속에 내재된 참된 본능을 따르는 것이 전혀 잘못된 것이 아니라는 점을 알리려 했다.
이로써 사탄교는 자신을 이롭게 하고 즐기려는 본능이 부끄럽지 않다고 설파한 최초의 대중적 종교가 된다. 자세한 교리는 《사탄 성경》(The Satanic Bible)과 《사탄 의식》(The Satanic Rituals)에 나와 있다.